# Villas de Quinlan Terry à Regent's Park

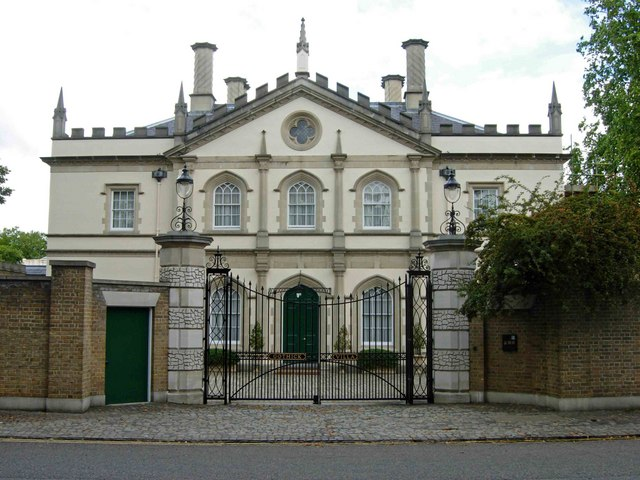
Villa Gothick, Regent's Park

Les villas de Quinlan Terry à Regent's Park sont six grandes villas individuelles situées à l'extrémité nord-ouest de Regent's Park à Londres et conçues par l'architecte néo-classique anglais Quinlan Terry entre 1988 et 2004. Terry a conçu chaque maison dans un style classique différent, dans le but de représenter la variété de l'architecture classique, en les nommant respectivement Villa Vénitienne, Villa Dorique, Villa Corinthienne, Villa Ionique, Villa Gothique et Villa Régence. 

## Emplacement

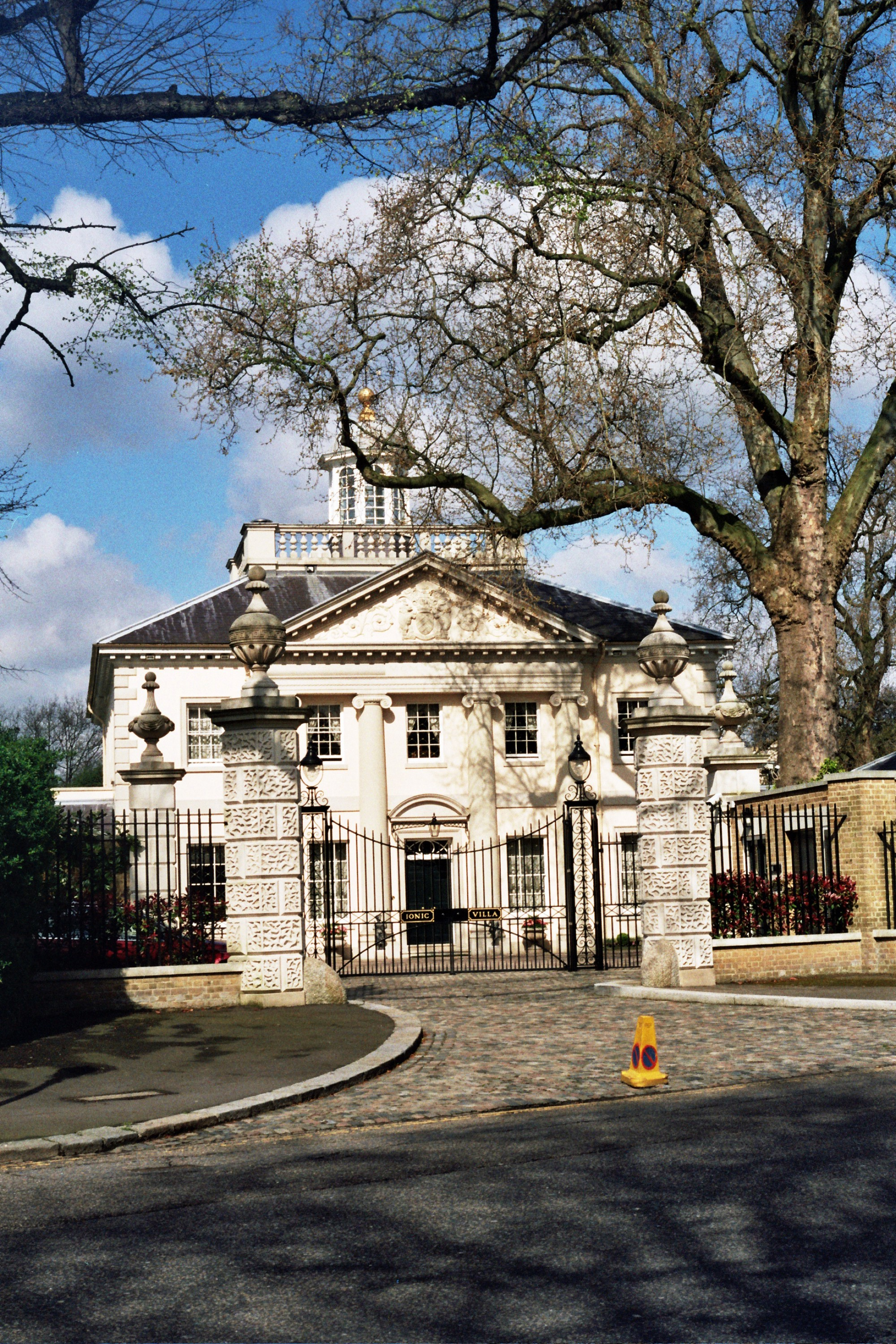
Villa ionique, Regent's Park

## Histoire

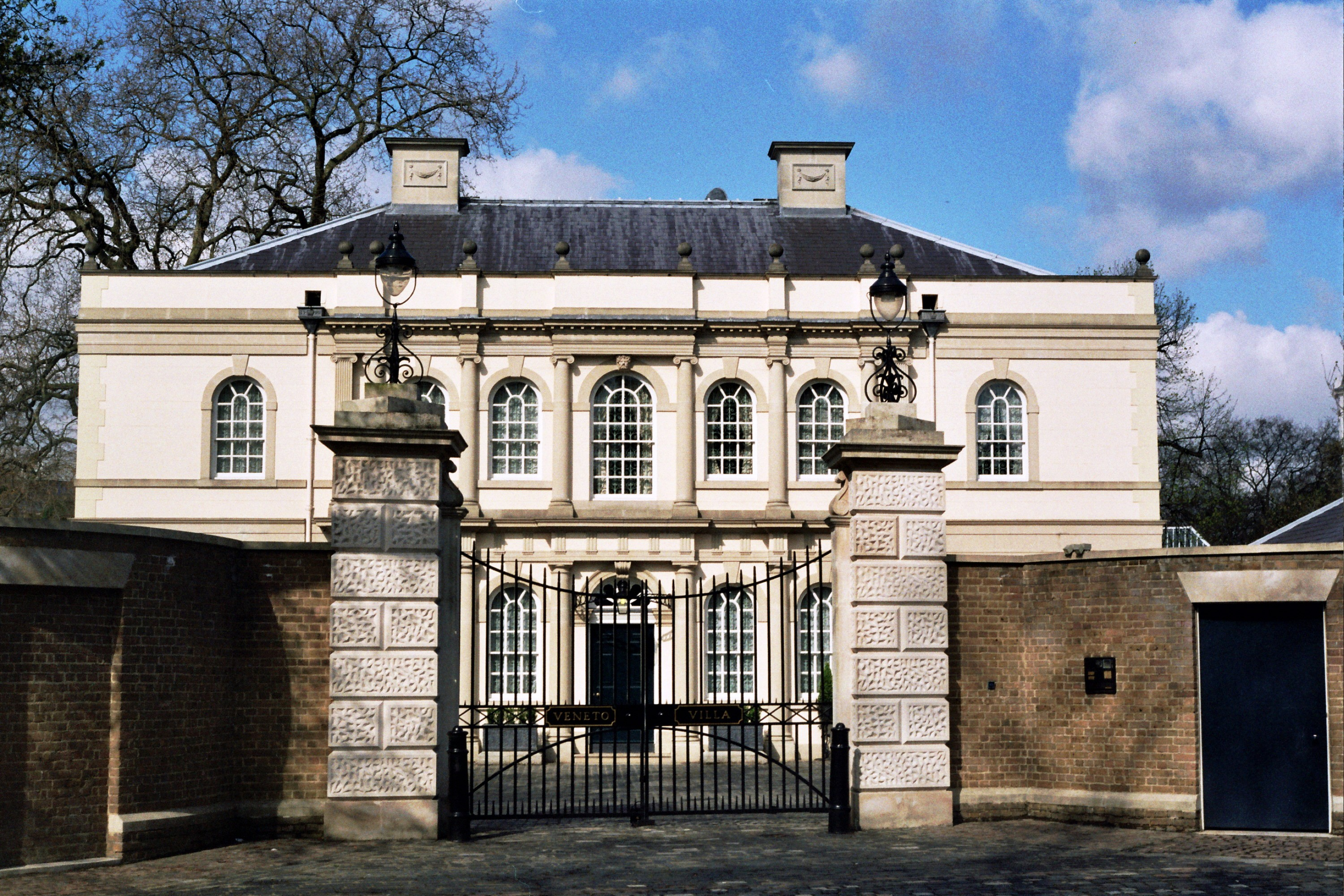
Villa Vénitienne, Regent's Park

Le site était autrefois occupé par le Bedford College. L'université a fusionné avec le Royal Holloway College et s'est installée à Egham, dans le Surrey, pour devenir Royal Holloway, Université de Londres, après avoir été basée à Hanover Lodge. Le créateur de Regent's Park, l'architecte du XVIIIe siècle John Nash, avait l'intention de construire 48 villas dans le parc, mais seulement huit furent finalement construites avant 1826, lorsque le gouvernement arrêta les travaux . En 1987, les Crown Estate Commissioners de Regent's Park ont chargé l’architecte néo-classique anglais Quinlan Terry de construire six villas individuelles qui reprenaient le style de Nash. Lors d'une interview en 2002, Terry a déclaré que le Crown Estate lui avait dit de "se mettre à la place de Nash et de continuer à avancer". Avant la construction des villas, Terry avait également déclaré qu'il s'agissait d'une "occasion glorieuse d'arranger un site superbe" . Les villas ont été construites de la fin des années 1980 à 2002.
Une fois la construction achevée, plusieurs villas ont été achetées par des acheteurs étrangers, certaines devant être élargies pour inclure des locaux supplémentaires pour le personnel ,. 
Terry a décrit la construction des villas comme "une commission de rêve" dans une interview accordée en 2002 pour marquer la fin de la construction des villas. Terry a également déclaré: "Parfois, je pensais que nous ne les finirions jamais toutes" et "cela aurait été un désastre si quelqu'un avait décidé d'abandonner les trois dernières et de les confier à des modernistes."  Les trois premières villas se sont vendues à 9 millions de livres sterling et la villa Gothique à 6,5 millions de livres sterling en 1994 .  
Trois des villas ont été construites par les promoteurs immobiliers Ian et Richard Livingstone dans les années 1990 . 

## Conception

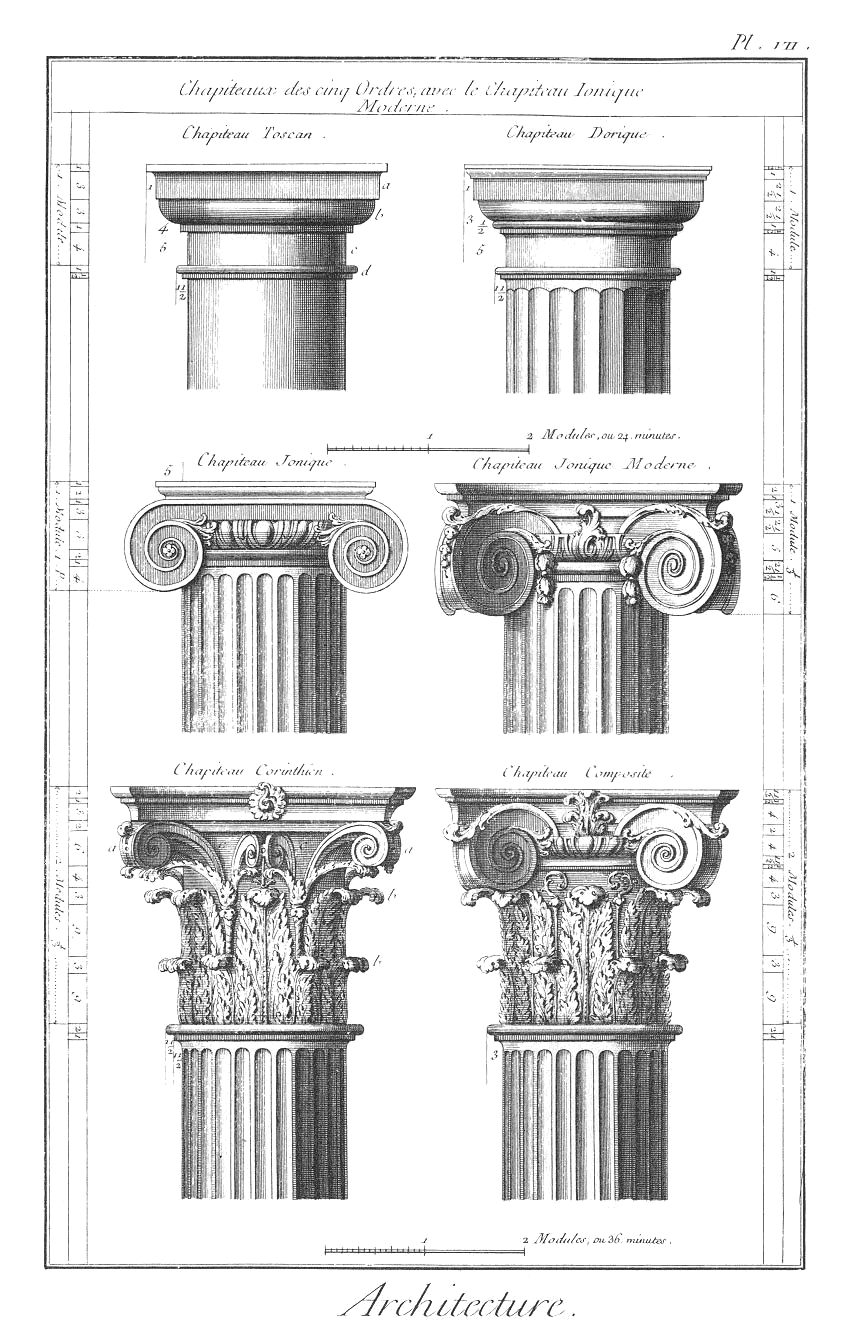
Colonnes toscanes, doriques, ioniques, corinthiennes et composites. 1761.

Kenneth Allinson et Victoria Thornton ont critiqué les villas dans leur Guide de l'architecture contemporaine de Londres. Allinson et Thornton ont estimé que l'emplacement des villas était essentiel à la compréhension de leur style, estimant qu'elles avaient un sens "insensé" en dehors du plan original de construction de Nash dans le parc et qu'elles pouvaient également être assimilées à des propriétés de Bishop's Avenue, "Une version moins érudite de la villa individuelle néo-classique s'est manifestée" . La conception de la villa corinthienne a été influencée par les travaux de l'architecte baroque italien Francesco Borromini du XVIIe siècle et comprend la première «façade triplement incurvée» de l'histoire architecturale anglaise . 
La conception de la villa Gothique (Gothick Villa) est inspirée de la villa Saraceno datant du milieu du XVIe siècle d'Andrea Palladio. La lettre "k" supplémentaire indique que le style de la villa ne découle pas uniquement de l'architecture gothique. La conception interne de la villa Gothick présente des détails inspirés de l'abbaye de Combermere dans le Cheshire et de Longner Hall dans le Shropshire.

## Galerie

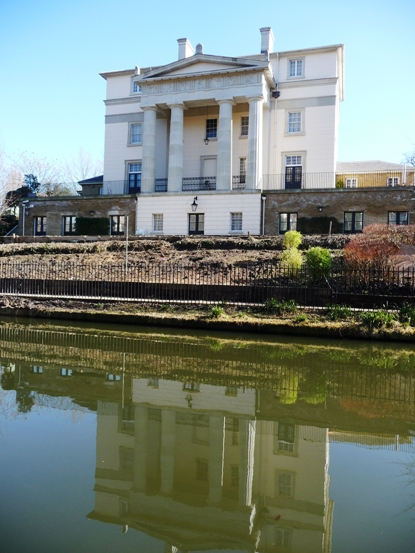
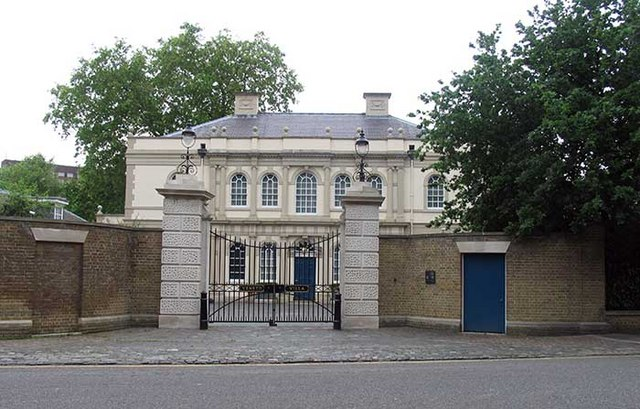
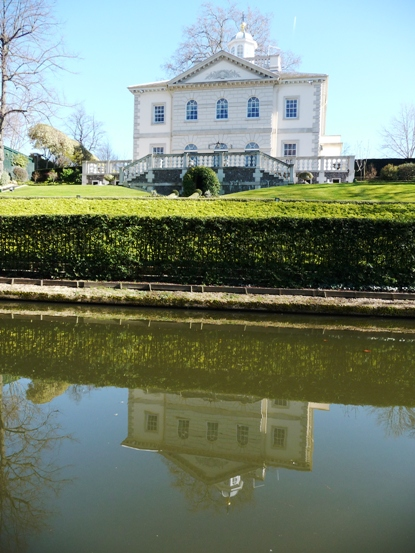
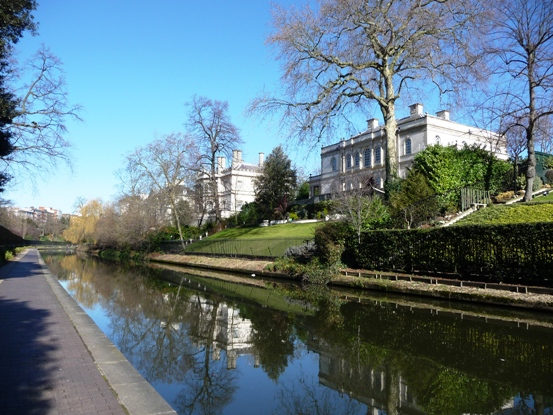